# Buffalo All-Americans
Unter dem Namen Buffalo All-Americans, Buffalo Bisons und Buffalo Rangers spielte in den Jahren 1920 bis 1929 eine American-Football-Mannschaft aus Buffalo im US-Bundesstaat New York in der National Football League bzw. der American Professional Football Association.

## Geschichte
In Buffalo bestand ab Ende des 19. Jahrhunderts eine aktive professionelle Football-Szene. Die ortsansässigen Teams (Buffalo Oakdales, Buffalo Cazenovias) spielten meist gegeneinander oder gegen die Teams benachbarter Städte. In den Jahren 1915 bis 1917 waren die Buffalo All-Stars und 1918 die Buffalo Niagaras die erfolgreichsten Teams der Stadt. Auf Grund der Grippe-Pandemie durfte 1918 nur innerhalb des Stadtgebietes gespielt werden. 1919 war das erfolgreichste Team die Buffalo Prospects, die früheren Niagaras. Geleitet wurde das Team vom Schuhhandelsunternehmer Warren D. Patterson.
Zu Beginn des Jahres 1920 schlossen sich der frühere Starspieler der All-Stars Barney Lepper, der Quarterback und Trainer der Niagaras und Prospects Tommy Hughitt sowie der Manager Frank J. McNeil zusammen und gründeten das Team der Boston All-Americans. Das Team nahm an der von der American Professional Football Association erstmals organisierten Meisterschaft teil. Insgesamt gewann das Team neun seiner elf Spiele. Gegen Gegner aus der APFA gewann sie vier von sechs Spielen. Am Ende der Saison wurden sie im Rahmen der Liga-Konferenz vom April 1921 auf den dritten Platz gewertet.
Am Ende der Saison 1921 hatte das Team neun Siege und zwei Unentschieden. Frank J. McNeil entschied jedoch, noch zwei weitere Spiele durchzuführen. Er ging davon aus, dass es sich um Freundschaftsspiele handelte, die nicht mehr zur Meisterschaft zählten. Zunächst schlugen die Buffalo All-Americans am 3. Dezember 1921 daheim die Akron Pros mit 14:0. Am folgenden Tag spielte das Team in Chicago gegen die Chicago Staleys und verlor 7:10. Die Staleys gewannen noch ein weiteres Spiel und spielten eines Unentschieden. Damit hatten beide Teams am Ende das gleiche Sieg-Niederlage-Verhältnis (Unentschieden blieben unberücksichtigt). Da das zweite Spiel von den Chicago Staleys gewonnen wurde, beanspruchte der Eigner George Halas den Meisterschaftssieg für sein Team. In der Sitzung der Teameigner im Januar 1922 wurde die Meisterschaft dann auch den Chicago Staleys zugesprochen. Die Episode wird auch als der „Staley Swindle“ (Staley-Schwindel) bezeichnet.
In den Spielsaisons 1922 und 1923 konnte das Team nicht mehr an die Erfolge der Vorjahre anknüpfen. McNeil verkaufte das Team wieder an Hughitt und Patterson. Diese stellten das Team für die Saison 1924 neu auf und benannten es in Buffalo Bisons um. Zunächst gewann das Team sechs der ersten acht Spiele, verlor dann aber anschließend die drei letzten. So wurde das Team letztendlich Tabellen-Neunter. Hughitt beendete am Saisonende seine Trainer- und Spielertätigkeit.
1925 wurde das Team von Walter Koppisch geleitet. Dieser war ein Starspieler an der Columbia University gewesen und stammte aus Buffalo. Nach zwei Saisonspielen wurde Jim Kendrick von den Hammond Pros gekauft. Während der Saison verletzte sich Koppisch bei einem Autounfall und musste zwei Spiele aussetzen. Am Ende standen nur ein Sieg, zwei Unentschieden und sechs Niederlagen auf dem Konto.
Im Juli 1926 wurde bekannt, dass Koppisch nicht mehr zum Team zurückkehren würde. Auch Warren D. Patterson wurde als Präsident durch Raymond Philip Weil abgelöst.
Jim Kendrick übernahm die Teamleitung. Der selbst aus Texas stammende Kendrick stellte eine Mannschaft mit hauptsächlich aus Texas und dem Südwesten stammenden College-Spielern auf. Das in Buffalo beheimatete Team erhielt den Namen „Buffalo Rangers“. Im gleichen Jahr waren mit den Los Angeles Buccaneers und Louisville Colonels zwei weitere Teams in der NFL aktiv, die Spieler und Regionen außerhalb des bisherigen Einflussgebietes der NFL repräsentierten. Die Saison wurde mit vier Siegen, vier Niederlagen und zwei Unentschieden abgeschlossen. Das Experiment endete jedoch nach einer Saison. Kendrick unterschrieb bei den New York Giants und die meisten Spieler verließen Buffalo wieder.
Für die Saison 1927 konnte George „Dim“ Batterson als Trainer gewonnen werden. Nach fünf verlorenen Spielen wurde am 17. Oktober 1927 der Spielbetrieb eingestellt. 1928 wurde keine Mannschaft aufgestellt. 1929 stellte der frühere Oorang-Indians-Spieler Al Jolley eine Mannschaft auf. Am Ende der Saison hatte die Mannschaft ein Spiel gewonnen, sieben verloren und ein Spiel unentschieden beendet. Die schlechten Spielergebnisse sowie die Weltwirtschaftskrise führten zur Auflösung des Teams.

## Uniform
Die Mannschaften aus Buffalo spielten meist mit schwarzen Jerseys mit einem orangen Streifen. 1923 war das Jersey abwechseln schwarz und orange gestreift. 1925 und 1929 waren die Jerseys schwarz mit zwei orangen Ringen, die Ärmel waren schwarz-orange gestreift. 1927 trug das Team orange Hemden.

## Statistik
| Saison                | Siege                 | Niederlagen           | Unentschieden         | Punkte erzielt        | Punkte zugelassen     | Platzierung           | Head Coach            |
| Buffalo All-Americans | Buffalo All-Americans | Buffalo All-Americans | Buffalo All-Americans | Buffalo All-Americans | Buffalo All-Americans | Buffalo All-Americans | Buffalo All-Americans |
| --------------------- | --------------------- | --------------------- | --------------------- | --------------------- | --------------------- | --------------------- | --------------------- |
| 1920                  | 9                     | 1                     | 1                     | 258                   | 32                    | 3. (von 14)           | Tommy Hughitt         |
| 1921                  | 9                     | 1                     | 2                     | 211                   | 29                    | 2. (von 21)           | Tommy Hughitt         |
| 1922                  | 5                     | 4                     | 1                     | 87                    | 41                    | 9. (von 18)           | Tommy Hughitt         |
| 1923                  | 5                     | 4                     | 3                     | 94                    | 43                    | 8. (von 20)           | Tommy Hughitt         |
| Buffalo Bisons        |                       |                       |                       |                       |                       |                       |                       |
| 1924                  | 6                     | 5                     | 0                     | 120                   | 140                   | 9. (von 18)           | Tommy Hughitt         |
| 1925                  | 1                     | 6                     | 2                     | 33                    | 113                   | 15. (von 20)          | Walter Koppisch       |
| Buffalo Rangers       |                       |                       |                       |                       |                       |                       |                       |
| 1926                  | 4                     | 4                     | 2                     | 53                    | 62                    | 9. (von 22)           | Jim Kendrick          |
| Buffalo Bisons        |                       |                       |                       |                       |                       |                       |                       |
| 1927                  | 0                     | 5                     | 0                     | 8                     | 123                   | 12. (von 12)          | Dim Batterson         |
| 1928                  | kein Spielbetrieb     | kein Spielbetrieb     | kein Spielbetrieb     | kein Spielbetrieb     | kein Spielbetrieb     | kein Spielbetrieb     | kein Spielbetrieb     |
| 1929                  | 1                     | 7                     | 1                     | 48                    | 142                   | 10. (von 12)          | Al Jolley             |